# 기브란 라카부밍 라카

2024년 모습

기브란 라카부밍 라카(인도네시아어: Gibran Rakabuming Raka, 1987년 10월 1일 ~ )는 인도네시아의 정치인이자 사업가이며 인도네시아의 제14대 부통령이다. 또한 중앙자와주 수라카르타의 전 시장이기도 하다. 인도네시아 제7대 대통령 조코 위도도(Joko Widodo)의 장남이다. 2024년 인도네시아 대통령 선거에서는 프라보워 수비안토 부통령 후보로 출마했다.
기브란은 자신의 고향인 수라카르타에서 첫 9년의 교육을 마친 후 싱가포르로 이주하여 오키드 파크 중등학교(Orchid Park Secondary School)에서 공부했다. 상대적으로 짧은 임기에도 불구하고 기브란은 수라카르타에 큰 영향을 미쳤으며, 인도네시아 지표에 따르면 기브란은 2021년 가장 인기 있는 시장으로 선정되었다.